# Суровикінський район
Суровикінський район (рос. Суровикинский район) — муніципальне утворення у Волгоградській області.
Розташований на території українського історичного та культурного краю Жовтий Клин.